# Kurumi Enomoto
Kurumi Enomoto (榎本くるみ Enomoto Kurumi?,  17 de octubre, 1981) es una cantautora japonesa originaria de la ciudad de Nagoya, Aichi.

## Historia
Comenzó como indie el año 2002 lanzando sólo un sencillo bajo el nombre simplemente Kurumi (くるみ), para finalmente ser descubierta por ejecutivos de Sony Music Entertainment Japan y obtener un contrato con este sello. Este mismo año unos meses más tarde lanza su primer sencillo major titulado «Maboroshi» (Ilusión), el cual fue producido por Meech Wells, reconocido productor norteamericano. El trabajo debut de Kurumi fue un rotundo fracaso, ni siquiera alcanzando llegar al Top 200 de las listas de Oricon, por lo que pasó bastantes meses hasta que el siguiente sencillo «Color Ningen» (Color Humano), fuera lanzado al mercado. Ya que su desempeño en las listas y ventas fue el igual de malo que el anterior trabajo, Sony decidió terminar su contrato con Kurumi, quedándose  sin casa discográfica por algún tiempo.
Tras dos años de estar totalmente desaparecida del ambiente musical, el año 2005 Kurumi regresa a sus orígenes indies lanzando un nuevo sencillo titulado "Yasashii Uta wo Utaitai" (Quiero cantar una canción gentil), cambiando su nombre artístico a Kurumi Enomoto, nombre que mantiene hasta la actualidad. El año 2006 consigue un contrato con el sello Forlife Music Entertainment, volviendo a trabajar nuevamente en forma activa como cantante major. Su primer sencillo en esta nueva etapa de su carrera, "Kokoro no Katachi", y posteriormente el segundo, "Uchiage Hanabi", no lograron llamar mucho la atención del público. Recién con su tercer sencillo, titulado "RAINBOW DUST" -su primer sencillo escrito con letras latinas-, Kurumi entra a las listas de Oricon por primera vez en toda su carrera, en parte debido a que el tema fue utilizado como música en el dorama llamado Sweets Dream. El sencillo fue n.º 99 en las listas semanales de sencillos. El año 2007 ve el lanzamiento como sencillo una nueva versión del que originalmente fue b-side en su sencillo indie del 2003, "Aisubeki Hito", así como también es lanzado su primer álbum de estudio, NOTEBOOK 1 ~Mirai no Kioku~. El álbum debutó en el puesto n.º 70 de las listas de Oricon.
En noviembre del 2008 se lanza el sencillo "Bōken Suisei", canción utilizada como ending para el anime de Tales of the Abyss. El sencillo recibió gran atención debido a la serie animada, lo que repercutió en que éste se convirtiera en su primer trabajo que llega al Top 10 de las listas de Oricon, y fue invitada por primera vez a cantar en televisión abierta en Japón, en el programa Music Station de TV Asahi.

## Discografía

### Álbumes
1. NOTEBOOK I ~Mirai no Kioku~ (NOTEBOOK I ～未来の記憶～?) (16 de mayo de 2007)

### Sencillos
1. «Moeru Taiyō» (燃える太陽?) (2 de agosto de 2002) - single indie
2. «Maboroshi» (幻?) (4 de diciembre de 2002) - primer sencillo en Sony Music
3. «Color Ningen» (カラー人間?) (25 de junio de 2003)
4. «Yasashii Uta wo Utaitai» (優しいうたをうたいたい?) (26 de octubre de 2005) - single indie
5. «Kokoro no Katachi» (心のカタチ?) (19 de abril de 2006) - primer sencillo en Forlife Music
6. «Uchiage Hanabi» (?) (19 de julio de 2006)
7. «RAINBOW DUST» (18 de octubre de 2006)
8. «Aisubeki Hito» (愛すべき人?) (21 de marzo de 2007)
9. «Yūhi ga Oka/Minna Genki» (夕陽が丘/みんな元気?) (19 de diciembre de 2007)
10. «Mirai Kinenbi» (未来記念日?) (20 de febrero de 2008)
11. «Yesterdays» ~Taisetsu na Okurimono~ (イエスタデイズ ～大切な贈りもの～?) (22 de octubre de 2008)
12. «Bōken Suisei» (冒険彗星?) (22 de noviembre de 2008) - ending theme de Tales of the Abyss